# 安全化
安全化（英語：Securitization）是指国家行为者将常规政治議題转化为「安全」（security）議題的過程；這令行为者能够以「維護安全」的名义採取非常手段。經過安全化的議題不一定对国家存續有着重要影響；「安全化」所代表的反是有人成功将一个議題轉化成國家存續問題的過程。
安全化理论家认为，經過安全化的議題得到不成比例的关注和资源，即使沒有安全化的議題會構成更多的損害。比如說，即使因交通意外或可預防疾病而死的人數遠高於恐怖襲擊本身，但後者所得到的關注往往較多。安全化研究以了解「誰是安全化行為者？哪些議題得到安全化？為了誰而去安全化？為何要安全化？安全化帶來了什麽影響？行為者會在哪種環境下安全化某項議題？」為宗旨。

## 起源
在國際關係上，此一概念跟哥本哈根学派有關。它的方法則融合了建構主義和古典現實主義兩者。「安全化」此一用語由奧利·維夫於1993年所創。

## 定義
安全化因國家权威領袖、機構、政黨的言語行為而起。當中行為者會把常規政治議題所帶來的威脅視為安全問題去看待，從而證明某些遏制威脅的非常措施是合理必要的。
此外讓某項議題安全化的必要條件就是受众接受行為者的那一套說詞。蒂埃里·布拉斯潘宁-巴尔扎克對此表示：「安全化受到規則制約，它能否成功並不取決於威脅是否真的存在。相反，能否就現況發展賦予一套有效話語才是關鍵」。

## 過程
所有安全化行為都會包含以下四項元素：
- 安全化行為者：宣稱需要安全化某項事物的實體
- 威脅：行為者等人宣稱對安全化对象有害的客體
- 对象：行為者宣稱受到威脅並需保護的事物
- 受眾：行為者需要說服的目標

經過安全化的議題不一定對國家存續有着重要影響；「安全化」所代表的反是有人成功將一個議題轉化成國家存續問題的過程。不過，乌列尔·阿布洛夫（Uriel Abulof）卻認為現時的安全化實證研究「對那些連自身能否延續下去也充滿不確定性的社會缺乏關注」。他以以色列的「人口恶魔」為例，說明一些社會會較為希望「深度安全化」，即「公共话语明確把威脅視為相當有可能危害民族/國家延續」。

## 批評
丹尼爾·德德尼等自由主義哲學家認為，行為者很輕易就能利用「安全化」過程，把民族主義者的情感以有害無益的方式釋放出來。像阿納托·李文般的政治科學教授雖提倡把氣候變化等議題安全化，但同時亦認為國家行為者會因把某些議題安全化，而出現過度反應。他們為此舉出反恐战争和毒品戰爭這兩個例子。